# نگارخانه اینترنتی هنر
نگارخانه اینترنتی هنر (انگلیسی: Web Gallery of Art) یک گالری هنری مجازی اینترنتی است که در آن این نمایشگاه هنرهای بصری تاریخی اروپا را به نمایش می‌گذارد که عمدتاً مربوط به دوره‌های باروک، گوتیک و رنسانس است که برای استفاده آموزشی و شخصی در دسترس است.
در این وبگاه بیش از ۴۸٬۶۰۰ اثر هنری از بیش از ۴٬۰۰۰ هنرمند موجود است که به همراه اطلاعاتی دربارهٔ اثر و خالق آن در یک پایگاه داده قابل جستجو ارائه شده‌است. بیشتر آثار به‌نمایش درآمده در این وبگاه مشمول حق تکثیر نمی‌شود؛ چرا که اثر پیش از سال ۱۹۰۰ خلق شده یا صاحب اثر بسیار پیش‌تر از ۱۹۰۰ به‌دنیا آمده‌است.